# Platja de Sant Roc
La platja de Sant Roc o dels Canyers està situada a l'extrem sud del poble de Calella de Palafrugell (Baix Empordà), envoltada de penya-segats i de les casetes de pescadors.
Orientada al sud-est, té 17 m de longitud i 7 m d'amplada, formada per sorra gruixuda i grava. Té per damunt un passeig de vianants des del qual es pot baixar a la platja per unes escales. En un extrem té una mena de mirador alçat.